# Omphalucha indigna
Omphalucha indigna är en fjärilsart som beskrevs av Louis Beethoven Prout 1915. Omphalucha indigna ingår i släktet Omphalucha och familjen mätare. Inga underarter finns listade i Catalogue of Life.